# 朝阳机场
朝阳机场，是位于中华人民共和国辽宁省朝阳市双塔区的一座民用机场，拟更名为“朝阳三燕机场”。

## 航点
‌2025年度夏秋航班计划（3月30日至10月25日），机场运营航线1条，通航城市1个。
| 航空公司           | 目的地    |
| ------------------ | --------- |
| 中国东方航空（MU） | 上海/浦东 |